# Stay with Me (Alexander Klaws)
Stay with Me è un brano musicale pop inciso nel 2003 da Alexander Klaws (con lo pseudonimo di Alexander) e pubblicato come secondo singolo dall'album di debutto del cantante tedesco Take Your Chance. Autore del brano Dieter Bohlen.
Il singolo, pubblicato su etichetta Hansa Records/Sony BMG e prodotto da Dieter Bohlen, raggiunse la Top Ten delle classifiche in Germania.

## Significato del testo
(incipit del brano)
Si tratta di una canzone d'amore: il protagonista dice ad una ragazza che è la donna della sua vita e di stare al suo fianco, specificando che per lui che l'amore non è un gioco.

## Tracce
7" (versione 1)
1. Stay with Me (Radio Version) – 3:31
2. Stay with Me (Retro Mix) – 4:00
3. I'll Love You 'Til The Day I Die – 3:33
4. Stay with Me (Instrumental) – 3:31

## Video musicale
Il video musicale è ambientato in un circuito di Formula 1. All'inizio del video si vede Alexander Klaws scendere da un'auto sportiva.

## Classifiche
| Classifica | Posizione massima | Nr. di settimane |
| ---------- | ----------------- | ---------------- |
| Austria    | 14                | 10               |
| Germania   | 9                 | 9                |
| Svizzera   | 28                | 10               |